# Parafia św. Piotra i Pawła w Węgorzewie
Parafia Świętych Apostołów Piotra i Pawła w Węgorzewie – rzymskokatolicka parafia leżąca w dekanacie Węgorzewo należącym do diecezji ełckiej.

## Historia
Parafia powstała w 1947, po odebraniu 2 października 1945 ewangelikom należącego do nich kościoła św. Piotra i Pawła i przekazaniu go w użytkowanie katolików. Zastąpiła ona wówczas powstałą 18 października 1928 parafię rzymskokatolicką Dobrego Pasterza, a użytkowana przez nią kaplica Dobrego Pasterza stała się od tej pory poległym nowej jednostce kościołem rektoralnym.
Z dniem 1 lipca 1989 parafia Dobrego Pasterza została reaktywowana, w związku z czym jej nowy obszar wydzielono z parafii św. Piotra i Pawła. Terytorium obu działających na terenie miasta parafii rzymskokatolickich zostało pomniejszone następnie 1 lipca 1990, kiedy to utworzona została nowa parafia Matki Bożej Fatimskiej.

## Terytorium parafii
- Węgorzewo – ul. Armii Krajowej, Chabrowa, Grunwaldzka, Hetmańska, Konopki, Konopnickiej, Kraszewskiego, Królowej Jadwigi, Książęca, Letnia, 11 Listopada, Lawendowa, Letnia, Łuczańska, Marszałkowska, Mazurska, Młyńska, Parkowa, Plażowa, Polna, Przesiedleńcza, ks. Ripieckiego, Rolna, Różana, Sienkiewicza, Słoneczna, Smętka, Spokojna, Szpitalna, Śródmiejska, Targowa, Teatralna, Turystyczna, Warmińska, Wileńska, Wczasowa, Witosa, al. Wojska Polskiego, Zacisze, Zamkowa (do nr. 23), Zielona, Żeromskiego[1]
- Miejscowości – Czerwony Dwór, Kalskie Nowiny, Kolonia Rybacka, Maćki, Ogonki, Prynowo, Stulichy, Wysiecza[1]